# Số gần hoàn thiện thiếu

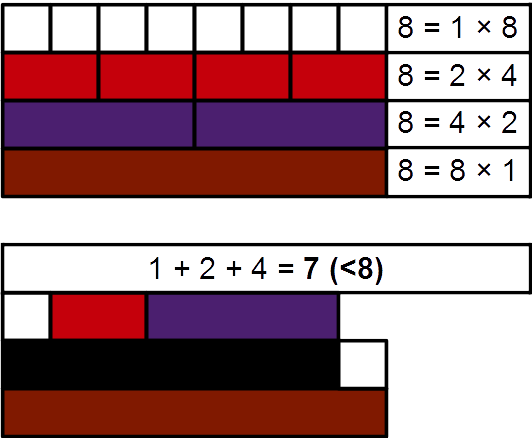
Ví dụ cho số gần hoàn thiện thiếu

Trong toán học một số gần hoàn thiện thiếu là số mà tổng các ước của nó bé hơn nó bằng n-1. Số gần hoàn thiện thiếu nhỏ nhất là 1 và cũng là số gần hoàn thiện thiếu lẻ duy nhất được biến đến hiện nay. Các số còn lại hầu như đều là số chẵn và có thể phát biểu dưới dạng: 2k cho mọi số tự nhiên k.

## Chú ý
Cho đến nay người ta chưa biết có tồn tại số gần hoàn thiện dư hay không (là số mà tổng các ước của nó bé hơn nó bằng n+1).